# Humberto Sales de Moura Ferreira
Humberto Sales de Moura Ferreira (Massapê, 17 de agosto de 1900 — ?, 24 de agosto de 1970) foi um político brasileiro. Exerceu o mandato de deputado federal constituinte por Pernambuco em 1934.

## Trajetória Política
Sales frequentou o Ginásio São Joaquim e o Colégio Acarauense. Em 1920, ingressou na Escola Militar do Realengo, da qual foi expulso em 1922 devido a sua atuação na revolta tenentista, que ocorreu em julho do mesmo ano e deu início ao período de revoltas da época. O movimento surgiu em oposição à eleição de o movimento irrompeu em protesto contra a eleição do advogado Artur Bernardes à presidência, além das penas determinadas aos militares por Epitácio Pessoa: prisão de Hermes da Fonseca e o término do Clube Militar. 
Já no ano de 130, tomou parte das articulações das revoluções em protesto contra o Washington Luís, então presidente. As revoluções tinham como líder o capitão Juarez Távora, Antenor Navarro e os tenentes Juraci Magalhães, Agildo Barata e Jurandir Mamede. Com o triunfo da revolução, em 1930, Humberto foi anistiado e promovido à categoria de primeiro-tenente. 
Em 1933, Sales se candidatou a deputado, à Assembléia Nacional Constituinte, pelo estado de Pernambuco, pelo Partido Social Democrático (PSD).
Casado com Carmem Garcia de Moura Ferreira, Humberto Sales faleceu no dia 24 de agosto de 1970. 